# ویسنته مرینو
ویسنته مرینو بیلیچ (انگلیسی: Vicente Merino Bielich؛ زاده ۲۱ مه ۱۸۸۹ – درگذشته ۳۰ ژانویهٔ ۱۹۷۷) یک سیاستمدار اهل شیلی بود. وی از ۳ اوت ۱۹۴۶ تا ۱۳ اوت ۱۹۴۶ رئیس‌جمهور موقت این کشور بود.